# Afrikas Horn
Afrikas Horn (somali: Geeska Afrika, ge'ez: የአፍሪካ ቀንድ, arabisk: القرن الأفريقي) er en trekantformet Østafrikansk halvø som ender i en spids som kan minde om et næsehorns horn, deraf navnet. I Middelalderen blev halvøen også omtalt som Bilad al Barbar, der kan oversættes til Berberlandet. Halvøen har kyst mod sydøst mod det Indiske Ocean og mod nord mod Adenbugten. Hele kyststrækningen tilhører Somalia, mens den etiopiske Ogadenørken ligger i den centrale del. Nogle gange bruges også en udvidet definition som foruden Somalia omfatter hele Etiopien, Djibouti og Eritrea. Afrikas horn har et areal på ca. 2 millioner km2 og en befolkning på omkring 100 millioner mennesker, fordelt på 85 millioner i Etiopien, 9,3 millioner i Somalia, 5,2 millioner i Eritrea og 0,9 millioner i Djibouti.
På hornets spids ligger den 275 m høje klippe Kap Guardafui, også kaldet Ras Assir. Afrikas østligste punkt, Ras Hafun, ligger lidt syd derfor.

## Geografi og klima
Afrikas Horn ligger næsten præcis lige langt fra Ækvator og Krebsens vendekreds. Det består primært af bjerge, der blev løftet op under skabelsen af Great Rift Valley, en kløft i Jordens skorpe der strækker sig fra Tyrkiet til Mozambique, og som markerer skellet mellem Afrika og Arabiens tektoniske plader. Regionen er overvejende bjerglandskab der blev skabt med dannelsen af Great Rift Valley, og de højeste tinder i det nordvestlige Etiopien findes i Semienbjergene.
Semienbjergene og Balebjergene var engang dækket af omfangsrige gletsjere, der smeltede i starten af den holocæne epoke. Bjergene rækker ned til Det Røde Hav med en enorm skrænt, og noget mere jævnt mod det Indiske Ocean. I det Indiske Ocean ligger øen Socotra ud for Somalias kyst. Den har et areal på 3.600 km2 og tilhører Yemen, der er det sydligste land på den Arabiske Halvø.
Hornets lavlandsområder er generelt tørre på trods af deres nærhed til Ækvator. Dette skyldes at de vinde, der kommer fra den tropiske monsun, som giver sæsonernes nedbør til Sahel og Sudan blæser ind fra vest. Således afgiver disse vinde størstedelen af deres væde inden de når Djibouti og Somalia, hvorfor Afrikas Horn kun modtager ganske lidt af denne monsunregn. I Central- og Vestetiopien, som ligger op mod vinden, samt i den sydligste del af Eritrea, falder der dog ofte kraftig monsunregn.
I Etiopiens bjerge får flere områder over 2.000 mm regn om året, og selv i Asmara falder der 570 mm. Denne nedbør er den eneste kilde til vand for mange områder uden for Etiopien, herunder også Egypten, der – regnet i nedbør – er den mest tørre nation i verden.

## Historie

### Moderne historie
I perioden efter åbningen af Suez-kanalen i 1869, da de europæiske magter under Kapløbet om Afrika forsøgte at etablere kulstationer for deres skibe, invaderede og besatte Italien Eritrea. Den 1. januar 1890, blev Eritrea officielt en Italiensk koloni. I 1896 forsøgte italienske tropper at udvide ind i Etiopien, men blev slået tilbage. I 1936 lykkedes det dog at samle Eritrea, Etiopien og Italiensk Somaliland i Italiensk Østafrika (Africa Orientale Italiana). I 1941 havde Eritrea omkring 760.000 indbyggere, herunder 70.000 italienere.
Under anden verdenskrig erobrede Commonwealth of Nationss væbnede styrker, sammen med den etiopiske oprørshær i 1941 området fra italienerne og overtog områdets administration. Briterne fortsatte med at administrere område under et FN-mandat indtil 1951, da Eritrea blev optaget i Etiopien, som en delstat i en føderation, ifølge FN-resolution 390 (A), som under tilskyndelse fra USA blev vedtaget i december 1950.
Eritreas Røde Havs kyst og mineralske ressourcer, gav landet en strategisk betydning, hvilket var den primære årsag til føderationen med Etiopien, hvilket igen førte til Etiopiens annektering af Eritrea som landets 14. provins i 1952. Dette var kulminationen på en gradvis proces med overtagelse af Eritrea fra de etiopiske myndigheder side, en proces, som fx omfattede en lov fra 1959 om obligatorisk undervisning i amharisk, som er hovedsproget i Etiopien, men ikke i Eritrea, i alle Eritreas skoler. Den manglende hensyntagen til Eritreas befolkning førte til dannelsen af en uafhængig frihedsbevægelse i begyndelsen af 1960'erne (1961), som medførte 30 års krig mod skiftende etiopiske regeringer, der sluttede i 1991. Efter en FN-overvåget folkeafstemning i Eritrea (døbt UNOVER), hvor det eritreanske folk overvældende stemte for uafhængighed, erklærede Eritrea sin uafhængighed og opnåede international anerkendelse i 1993. I 1998 førte en grænsestrid med Etiopien til Eritrea-etiopiske krig.
Fra 1862 indtil 1894 blev området nord for Tadjoura-bugten (det nuværende Djibouti) kaldt Obock og blev regeret af somaliske- og Afar-sultaner, med hvem Frankrig underskrev forskellige traktater mellem 1883 og 1887 for at få fodfæste i regionen. I 1894 etablerede Léonce Lagarde en permanent franske forvaltning i Djibouti by og navngav regionen Côte française des somaliere (Fransk Somaliland), som området hed indtil 1967.
I 1958, kort før det nærliggende Somalias uafhængighed i 1960, blev der afholdt en folkeafstemning i Fransk Somaliland for at afgøre om man skulle slutte sig til den somaliske republik eller om man skulle blive i det franske statssamfund. Folkeafstemningen faldt ud til at man skulle blive i det franske statssamfund, dels på grund af mange ja-stemmer fra medlemmer af Afar stammen og bosiddende europæere. Der var også udbredt valgsvindel, hvor de franske autoriter udviste tusinder af somaliere før afstemningen. De fleste af dem, der stemte nej var somaliere, der gik stærkt ind for at tilslutte sig et forenet Somalia, som det var blevet foreslået af Mahmoud Harbi, næstformand for regeringsrådet. Harbi blev dræbt i et flystyrt to år senere. Djibouti fik endelig sin uafhængighed fra Frankrig i 1977, og Hassan Gouled Aptidon, en somalisk politiker, der havde ført kampagne for et ja ved folkeafstemningen i 1958, endte i sidste ende op som nationens første præsident (1977-1999).
Fra 1896 til 1920 lykkedes det Muhammad Abdullah Hassan at fastholde Dervish-staten som et frit land i det somaliske bagland, trods vedholdende britisk pres. De slog med held fire britiske ekspeditionsstyrker tilbage og tvang dem til at trække sig tilbage til de kystnære regionen. På grund af disse succesrige ekspeditioner, var Dervish anerkendt som allieret af det osmanniske og tyske kejserrige. Tyrkerne udnævnte også Hassan til Emir af den somaliske nation, og tyskerne lovede at officielt anerkende de områder som dervisherne erobrede. Efter i et kvart århundrede at have holdt den britiske hær i skak, blev Dervisherne endeligt besejret i 1920 som en direkte konsekvens af Storbritanniens nye politik for luftbombardementer. Som et resultat af dette bombardement, blev tidligere Dervish områder forvandlet til et britisk protektorat. Italien stod overfor lignende modstand i deres forsøg på at få kontrol over Somalia og de etablerer ikke fuld kontrol over hele Somalia får den fascistiske æra i slutningen af 1927. Denne besættelse varede indtil 1941 hvor den britiske militære administration tog over. Den nordlige del af Somalia ville forblive et protektorat, mens det sydlige Somalia blev en formynderskab. Sammenslutningen af de to regioner i 1960 dannede den somaliske republik. En civil regering blev ligeledes dannet i den forbindelse og den 20. juli 1961 efter en en folkeafstemning blev en ny forfatning ratificeret.
På grund af sin mangeårige forbindelser med den arabiske verden, blev Somalia i 1974 optaget som medlem af den Arabiske Liga. I løbet af samme år havde landets tidligere socialistiske administration også formandskabet for Organisationen for Afrikansk Enhed, forgængeren for Afrikanske Union.

## Eksterne link
- Wikimedia Commons har flere filer relateret til Afrikas Horn

9°30′N 48°00′Ø / 9.5°N 48°Ø